# Armando González (Marathonläufer)
Armando González, vollständiger Name Armando J. González Iguini, (* 20. April 1940 in Montevideo) ist ein ehemaliger uruguayischer Leichtathlet.

## Karriere
Der 1,72 Meter große González war in der Disziplin Marathonlauf aktiv. Bei den Leichtathletik-Südamerikameisterschaften 1967 wurde er Südamerikameister. Die dabei gelaufene Zeit von 2:35:43 Stunden blieb seine Karrierebestleistung. Er gehörte dem uruguayischen Olympiakader bei den Olympischen Sommerspielen 1968 in Mexiko-Stadt an. Den Marathon-Wettbewerb beendete er jedoch vorzeitig.

## Erfolge
- 1. Platz Südamerikameisterschaften: 1967

## Persönliche Bestleistungen
- Marathon: 2:35:43 h, 1967, Buenos Aires